# Johnson City (Kansas)
Pour les articles homonymes, voir Johnson et Johnson City.
La ville de Johnson City est le siège du comté de Stanton, situé dans le Kansas, aux États-Unis.